# Edmond (film)
Edmond – amerykański thriller z 2005 roku na podstawie sztuki Davida Mameta.

## Główne role
- William H. Macy - Edmond Burke
- Frances Bay - Wróżka
- Rebecca Pidgeon - Żona Edmonda
- Joe Mantegna - Mężczyzna w barze
- Denise Richards - B-Girl
- Wendy Thompson - Kelnerka
- Vincent Guastaferro - Właściciel klubu
- Bai Ling - Dziewczyna z peep showu
- Matt Landers - Świadek
- Dulé Hill - Sharper
- Russell Hornsby - Naganiacz
- Debi Mazar - Matrona
- Mena Suvari - Dziwka
- Barry Cullison - Klient
- George Wendt - Właściciel lombardu
- Marcus Thomas - Mężczyzna w oknie
- Lionel Mark Smith - Alfons
- Julia Stiles - Glenna
- Patricia Belcher - Kobieta w metrze
- Wren T. Brown - Kaznodzieja
- Bruce A. Young - Policjant
- Dylan Walsh - Prowadzący przesłuchanie
- Bokeem Woodbine - Więzień
- Jack Wallace - Kapelan
- Dominique Pinon - Lucien

## Fabuła
Edmond Burke prowadzi szare, nudne życie. Pewnego dnia wracając z pracy pojawia się u wróżki. Kobieta postawiła mu tarota i wynika z niego, że pojawi się w niewłaściwym miejscu. Edmond przyjmuje przepowiednię do serca i zostawia swoją żonę. Ubrany w płaszcz i z paroma dolarami przy sobie wędruje po Nowym Jorku. Na początku trafia do baru. Dochodzi do wniosku, że chce się przespać z kobietą. Tu zaczynają się kłopoty. Nie dość, że nie stać go na skorzystanie z usług prostytutek, to jeszcze zostaje pobity i okradziony. Od tego momentu wszystko zaczyna przybierać zły obrót.